# Arnold Toynbee
Arnold Toynbee (Londres, 23 de agosto de 1852 – Wimbledon, 9 de março de 1883) foi um economista britânico. O seu trabalho envolvia história econômica, com o compromisso e desejo de melhoria nas condições das classes trabalhadoras. O historiador Arnold Joseph Toynbee (1889–1975), com quem ele é frequentemente confundido, era seu sobrinho.

## Biografia
Em 1873 começou a estudar economia política na Oxford University, a princípio no Pembroke College e, a partir de 1875, no Balliol College, onde também lecionou após sua graduação, em 1878. Ao longo da sua curta vida, este economista inglês marcou posição contra uma perspectiva da Economia como mero raciocínio analítico. De facto, as suas reflexões continham um pendor social apaixonado. Ficaram conhecidas as suas aulas sobre a História económica da Revolução Industrial, no Balliol College. O registo dessas aulas foi publicado postumamente sob o título The Industrial Revolution, em 1884.
Toynbee introduziu ou pelo menos popularizou a expressão  'Revolução Industrial' no mundo anglófono — na Alemanha e outros países, o conceito havia sido introduzido anteriormente, por  Friedrich Engels, também sob o impacto das transformações operadas na indústria da Grã-Bretanha.

## Compromisso social
Impressionado com a degradação e o sofrimento causados pela pobreza, viu com bons olhos o poder crescente dos sindicatos, que, segundo ele,  valiam não apenas pelas suas conquistas sociais mas também pela sua função educativa e por trazerem para a ribalta homens de valor. Percorreu cidades industriais, proferindo conferências e sessões de sensibilização destinadas a trabalhadores. Associou-se estreitamente aos trabalhadores pobres de Whitechapel, Londres, e foi próximo do Settlement movement, que pretendia aproximar as classes médias superiores e os pobres, estreitando as ligações entre elas e difundindo a cultura.
Para Toynbee, a situação da classe trabalhadora no início do capitalismo industrial  era não apenas um objeto de estudo, dentro de uma torre de marfim.  Ele se envolveu ativamente na melhoria das condições de vida do proletariado, nos grandes centros industriais e encorajou a criação de sindicatos e cooperativas de trabalhadores. Um importante ponto de sua atuação foi a favela de Whitechapel, no leste de Londres, onde ele ajudou a estabelecer bibliotecas públicas. Toynbee também estimulou seus alunos a oferecer cursos gratuitos em bairros proletários.

O maior castigo para aqueles que não se interessam por política, é que serão governados pelos que se interessam. —   Arnold Toynbee

## Morte

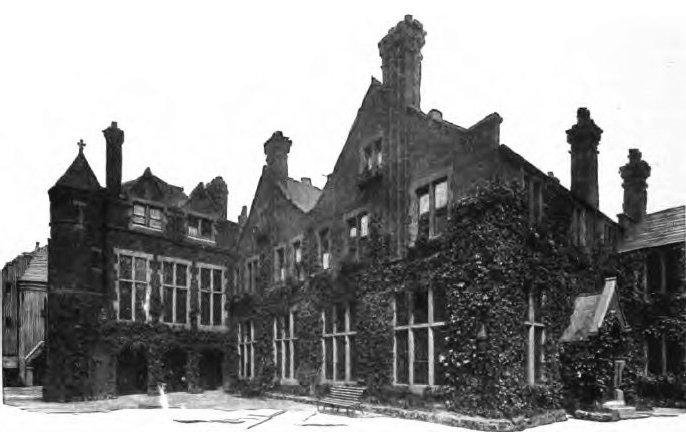
Toynbee Hall, 1902.

Provavelmente o excesso de trabalho debilitou Toynbee, e ele acabou por  falecer muito cedo.
Inspirados pelas ideias de Toynbee, em 1884, Samuel Augustus Barnett e Henrietta Barnett fundaram, em Whitechapel, a primeira settlement house, que foi chamada Toynbee Hall, em memória do economista. Toynbee Hall foi concebido como um  centro de promoção da reforma social e ainda permanece ativo. Foi criado com o objetivo de trazer estudantes das classes superiores e médias para dentro dos bairros populares, não apenas para que eles ali realizassem atividades de educação e de promoção social, mas para que realmente vivessem e trabalhassem com os moradores do lugar. A  ideia era ajudar os membros das futuras elites a entender os problemas da sociedade britânica. Isso foi importante sobretudo em uma época na qual  a fronteiras de classes na Inglaterra era muito bem demarcada, a mobilidade social era mínima  e as condições de vida dos pobres eram completamente desconhecidas da maioria dos membros das classes superiores. Toynbee Hall atraiu muitos estudantes de Oxford, especialmente do Wadham College e do Balliol College, onde Toynbee fora professor.